# Протокол Порт-оф-Спейн
Протокол до Угоди про врегулювання спору між Венесуелою та Сполученим Королівством Великої Британії та Північної Ірландії щодо кордону між Венесуелою та Британською Гвіаною, підписаний у Женеві 17 лютого 1966 року, широко відомий як Протокол Порт-оф-Спейн — багатосторонній міжнародний договір, підписаний Гаяною, Сполученим Королівством і Венесуелою 18 червня 1970 року в столиці Тринідаду і Тобаго. Договір, який так і не був ратифікований Венесуелою, також відомий як протокол до Женевської угоди 1966 року.

## Фон
Прикордонний конфлікт спочатку між Венесуелою та Сполученим Королівством, а потім між Венесуелою та Гаяною, коли остання країна перестала бути колонією Британська Гвіана та 26 травня 1966 року отримала статус незалежної держави, відновився після денонсації Венесуелою в ООН у 1962 році проігнорувала Паризького арбітражного рішення, яке встановило кордон на сотні кілометрів на захід від річки Ессекібо на території, яку Венесуела вважала своєю, але яка поступово була окупована та узурпована англійцями.

## Ініціатива Венесуели в умовах провалу Спільної комісії (1966—1970)
Відповідно до процедури, встановленої в Женевській угоді 1966 року, була створена «Змішана комісія», що складається з 4 представників: з боку Гаяни — Дональд Джексон і Мухамед Шахабудін, а з боку Венесуели — Луїс Лорето Ернандес, Гонсало Гарсія Бустільос (виконавчим секретарем був Луїс Еррера Маркано). Після того, як протягом чотирирічного періоду (передбаченого Женевською угодою) члени Змішаної комісії провели 16 засідань і не змогли домовитися про вирішення конфлікту, уряд Рафаеля Кальдери в лютому 1970 року розглянув необхідність створення «розумної відстрочки» застосування статті IV Женевської угоди 1966 року. Авторство цієї ініціативи відстрочки приписувалося публічно в заявах для преси тодішньому міністру закордонних справ Венесуели Арістідесу Кальвані, а також історику та релігійному єзуїту Герману Гонсалесу Оропезі (1922—1998), який був радник Директорату кордонів МЗС Венесуели. Ця ідея виникла поза обговореннями «Змішаної комісії».

## Мета Договору, укладеного в Тринідаді і Тобаго
Станом на 9 березня 1970 року почалися дипломатичні переговори щодо конкретизації венесуельської ідеї «розумної відстрочки» статті IV Женевської угоди 1966 року; Переговори відбулися в Порт-оф-Спейн, столиці Тринідаду і Тобаго, за сприяння його прем'єр-міністра Еріка Юстаса Вільямса. Від Венесуели комісарами поза межами «Змішаної комісії» були призначені Марсіаль Перес Чірібога, від Міністерства закордонних справ Венесуели — Роман Рохас Кабот, посол Венесуели в Гаяні, та радник Луїс Еррера Маркано. Від Гаяни в переговорах брали участь міністр закордонних справ Гаяни Р. Коллінз, генеральний прокурор Мухамед Шахабудін і тимчасовий повірений у справах Гаяни у Венесуелі.
Мета остаточного узгодженого тексту англійською та іспанською мовами під назвою «Протокол до Угоди про врегулювання розбіжностей між Венесуелою та Сполученим Королівством Великої Британії та Північної Ірландії щодо кордону між Венесуелою та Британською Гвіаною, підписаної в Женеві 17 лютого 1966 року» і містив шість статей, призупинив на 12 років, з можливістю продовження на інші роки та за зручністю сторін, застосування статті IV Женевської угоди 1966 року; Неофіційно та в пресі повідомлялося, що договір «заморозить» переговори між обома сторонами щодо прикордонного конфлікту навколо району Гаяна-Ессекібо, території площею 159 500 квадратних кілометрів плюс повітряний простір в межах прогнозованих морських і підводних меж цієї території, на яку претендує Венесуела і яка перебуває під окупацією і управлінням Гаяни, а Кооперативна Республіка Гаяна запевняє, що несе юридичну відповідальність за Паризьким арбітражним рішенням 1899 року.

## Підписання Протоколу в Тринідаді і Тобаго, 1970 рік
Протокол Порт-оф-Спейн був підписаний у столиці Тринідаду і Тобаго 18 червня 1970 року. Від імені Кооперативної Республіки Гаяна текст підписав Шрідат С. Рамфал, Державний міністр; від імені Уряду Сполученого Королівства Великої Британії та Північної Ірландії — Р. К. К. Гант, Верховний комісар Великої Британії в Тринідаді і Тобаго; від імені Уряду Венесуели — Арістідес Кальвані, Міністр закордонних справ.
У цьому протоколі або багатосторонньому договорі було встановлено призупинення на дванадцять років дії статей I і IV Женевської угоди 1966 року, які встановлювали стримування Венесуели за Договором 1899 року про межі Гаяни та Венесуели, а також відповідно застосування статті 33.º Статуту Організації Об'єднаних Націй. Спільна комісія, яка завершила свої функції 16 лютого 1970 року після чотирьох років роботи, офіційно представила свій остаточний звіт 18 червня 1970 року, тобто в той самий день, що й підписання Протоколу Порт-оф-Спейн.

## Законодавче схвалення Венесуелою протоколу Порт-оф-Спейн
Законодавство Венесуели відрізняється від законодавства країн, які передбачають затвердження міжнародних угод або договорів лише виконавчою владою; Навпаки, він вимагає законодавчого схвалення або ратифікації як недвозначного вираження наміру держави бути зобов'язаними, дотримуватися та застосовувати на національному та міжнародному рівнях його статті та положення.
22 червня 1970 року, дотримуючись статті 128 Конституції Венесуели 1961 року, уряд Рафаеля Кальдери направив до Конгресу Венесуели проєкт закону про затвердження Протоколу Порт-оф-Спейн, який супроводжувався викладом причин або обґрунтуванням. Комісія із зовнішньої політики палати Сенату Венесуели перевірила текст і обґрунтування для його підписання. Уряд Рафаеля Кальдери обґрунтував пропозицію призупинити дію статті IV Женевської угоди 1966 року про непоступливість Гаяни та зволікання. Також було зазначено, що гаянська сторона виступає проти обговорення в «Спільній комісії» пропозиції Венесуели щодо економічного співробітництва для розвитку Гаяни в рамках процесу врегулювання конфлікту. Проаналізувавши текст протоколу Порт-оф-Спейн від 18 червня 1970 року, Комісія із зовнішньої політики Сенату відхилила його як такий, що завдає шкоди інтересам Венесуели та її територіальним вимогам. У висновках своєї остаточної доповіді він звернувся до обох палат Конгресу з проханням відхилити проєкт закону про затвердження Протоколу Порт-оф-Спейн 1970 року. Угода між сторонами КОПЕІ та ДД не відвідувати засідання Комісії з питань зовнішньої політики, яка мала голосувати за схвалення остаточного звіту комісії Сенату, призвела до того, що законопроект про протокол Порт-оф-Спейн було відкладено. З цієї причини Протокол Порт-оф-Спейн 1970 року, як міжнародний інструмент, ніколи не був прийнятий чи схвалений Національним конгресом Венесуели, в якому тоді домінувала соціал-демократична опозиційна партія Демократична дія (ДД); Свою відмову також висловили інші партії та політичні сили, такі як ДРС, КПВ, політичне бюро ФДП і Національне командування НВР, а також його лідер Луїс Бельтран Прієто Фігероа. Кілька секторів Венесуели назвали підписання протоколу Порт-оф-Спейн «зрадою країни»; Зокрема, перший уряд Рафаеля Кальдери було звинувачено в тому, що він підписав цю міжнародну угоду без консультацій, а також у самовільному «заморожуванні» територіальних претензій Венесуели на Гаяну-Ессекібо.
На відміну від Протоколу Порт-оф-Спейн 1970 року, який чекав на ратифікацію, Женевська угода 1966 року була схвалена на Національному конгресі Венесуели більшістю голосів 13 квітня 1966 року; Його текст було опубліковано в Офіційному віснику № 2008 від 15 квітня 1966 року, тобто він став законом, обов'язковим для застосування на національному та міжнародному рівнях.

### Наслідки законодавчого несхвалення Протоколу Порт-оф-Спейн
Через брак законодавчого схвалення Протокол Порт-оф-Спейн конституційно не існував у законодавстві Венесуели; не мали юридичної сили та обсягу. Законодавче несхвалення призвело до того, що Венесуела юридично не дотрималася процедури, передбаченої Женевською угодою 1966 року, яка була активована після вичерпання та провалу чотирирічного механізму переговорів, передбаченого Спільною комісією. Незважаючи на цю невідповідність і законодавче несхвалення, три адміністрації, які слідували одна за одною протягом періоду, який передбачав початкову дійсність проекту Протоколу Порт-оф-Спейн, дотримувалися його на міжнародному рівні, ніби він був законним і перетлумачували або виправдовувати це, символічно дійсне, з націоналістичними та популістськими намірами, для місцевої венесуельської аудиторії. Законодавче несхвалення також зменшило сприйняття серйозності та переговорної здатності зусиль президентів Рафаеля Кальдери, Карлоса Андреса Переса та Луїса Еррери Кампінса перед Гаяною.

### Інші законодавчі порушення міжнародних договорів Конгресом Венесуели
Це був не перший випадок, коли законодавчий орган Венесуели відмовився затвердити договір, укладений виконавчою владою, і визнав його недійсним. Щось подібне вже траплялося з Договором про дружбу, союз, торгівлю, мореплавство та кордони або Договором Мікелена-Помбо від 14 грудня 1833 року. Після схвалення Договору в 1834 році Конгресом Нової Гранади (нині Колумбія) його текст був переданий на розгляд Конгресу Венесуели в 1835 році; парламентська комісія, відповідальна за його аналіз, кілька разів подавала несприятливі звіти, і в 1840 році від його остаточного затвердження відмовилися.
Інший випадок законодавчого провалу був представлений у зв'язку з Вашингтонськими протоколами від лютого та травня 1903 року, підписаними з Німецькою імперією, Сполученим Королівством Великої Британії та Ірландії та Королівством Італія для вирішення проблеми морської блокади узбережжя Сполучених Штатів. Сполучені Штати Венесуели — з 9 грудня 1902 р. по 13 лютого 1903 р. — і визначали суму виплат непогашених боргів і претензій своїх громадян. Ті міжнародні договори, які були укладені американським дипломатичним представником Гербертом Волкотцом Боуеном, діючи від імені Венесуели, також не були «схвалені» Конгресом Венесуели того часу, оскільки вони були укладені в непередбаченій та ненормальній ситуації. Однак 23 березня 1903 року, щоб зберегти свою відповідальність, Конгрес погодився відмовитися від поточної конституційної обробки договорів і уповноважив федеральну виконавчу владу уряду Сіпріано Кастро (1899—1908) ввести їх у дію. Це рішення дозволило виплатити, після перевірки спільними комісіями та за рахунок митних надходжень Венесуели, непогашені державні борги, а також вимоги про військові репарації та відшкодування збитків, висунуті суб'єктами блокуючих держав — Німеччиною, Великою Британією та Італією — і позивачами — США, Мексикою, Францією, Нідерландами, Бельгією, Іспанією та Швецією-Норвегією.

## Законодавче схвалення Гаяною Протоколу Порт-оф-Спейн
18 червня 1970 року прем'єр-міністр Гаяни Форбс Бернем повідомив парламент своєї країни про підписання Протоколу Порт-оф-Спейн. 21 червня 1970 року від опозиції лідер Народної прогресивної партії (НПП) Чедді Джаган заявив, що якщо його політичній організації вдасться прийти до влади, вона проігнорує Протокол Порт-оф-Спейн. Він стверджував, що цей договір сприяє збереженню статус-кво і що Венесуела продовжує свої фальшиві претензії на територію Гаяни, а також свої операції в міжамериканській системі. НПП стверджувала, що суперечка повинна бути висвітлена в ООН. Раніше міністр закордонних справ Шрідат Рамфал заперечував, що уряд розпочав переговори про партнерство з Венесуелою, Сполученими Штатами та Канадою для розвитку будь-якої території в Гаяні.
22 червня 1970 року уряд Гаяни домігся законодавчого схвалення Протоколу, незважаючи на заперечення Народної прогресивної партії. Законодавча ратифікація Гаянського Протоколу Порт-оф-Спейн 1970 року була передана на зберігання в ООН 19 листопада 1971 року під №.º 11410. Венесуела так і не змогла зареєструвати свою ратифікацію.

## Відмова та політичне використання Протоколу Порт-оф-Спейн у Венесуелі
На загальному рівні питання кордону, що входить до категорії соціальної, громадянської та національної безпеки, не дуже часто згадувалося в щорічних посланнях президентів Рафаеля Кальдери (0,13/1), Карлоса Андреса Переса (0,05/1) і Луїса Еррера Кампіна (0,11/1). Найбільшу увагу привернули питання, пов'язані з економічним розвитком і залежністю, державними фінансами, вдосконаленням демократичної системи та нафтою.
На конкретному рівні, під час першої адміністрації Рафаеля Кальдери, питання безпеки, яке включало кордон, було пов'язане з «внутрішнім умиротворенням» і заохоченням заселення деяких сухопутних прикордонних територій. У той час як питання Ессекібо було «заморожене» протоколом Порт-оф-Спейн, суперечка з Колумбією була предметом безрезультатних переговорів у Римі.
На 58-й прес-конференції 25 червня 1970 року, лише через 7 днів після підписання «Протоколу Порт-оф-Спейн», присвяченій його виправданню та запереченню проти «численних коментарів і проявів партійної політики», які він парафував, президент Рафаель Кальдера вперше представив своє політичне тлумачення договору як «modus vivirdi», тобто такої, якій бракує законності, але яка дотримується або дотримується так, ніби вона є. Все ще сподіваючись отримати законодавче схвалення, президент Кальдера порівняв, як попередження, Протокол Порт-оф-Спейн із долею Договору Мікелена-Помбо від грудня 1833 року, який так і не був затверджений, незважаючи на те, що він приніс користь країні.
Наприкінці своєї першої адміністрації президент Рафаель Кальдера намагався політично протистояти дискредитації, яка переслідувала його за те, що він так і не зміг домогтися законодавчого схвалення Протоколу про Порт-оф-Спейн; у своїй останній промові в Національному конгресі він приписав йому заслугу в тому, що він створив сприятливий імідж країни серед її карибських сусідів і сприяв членству в Карибському банку.
Питання національної ідентичності піднімалося під час правління Карлоса Андреса Переса та Луїса Еррери Кампінса. Це було пов'язано з Протоколом Порт-оф-Спейн і відмовою від угод про розмежування морських і підводних районів у Венесуельській затоці з Колумбією.
Аналізуючи бездіяльність Протоколу Порт-оф-Спейн у Конгресі, історик Доніс Ріос заявив, що «ні в період правління Рафаеля Кальдери, ні в період правління Карлоса Андреса Переса […] (він) „не хотів, щоб Конгрес висловився щодо нього, ні за, ні проти“».
У травні 1981 року і після того, як було оголошено про символічну відмову від продовження терміну дії протоколу Порт-оф-Спейн, лідери венесуельських лівих партій — Рафаель Еліно Мартінес, Хесус Пас Галаррага, Амеріко Мартін, Радамес Ларразабаль, Хосе Вісенте Ранхель, Гарсіа Понсе та Девід Ньєвес висловили своє невдоволення політикою кордону та погодилися закликати уряд Луїса Еррера Кампінса докласти зусиль для повернення спірної території.
Офіційне тлумачення під час адміністрації Уго Чавеса Фріаса (1999—2013) не відійшло від бачення Рафаеля Кальдери чинності Протоколу Порт-оф-Спейн як «modus vivirdi».

## Двосторонні відносини (1970—1982)
«Призупинення» чи «заморожування» Женевської угоди ніколи не означало паралічу двосторонніх обмінів між Венесуелою та Гаяною. Під час дотримання Протоколу Порт-оф-Спейн (1970—1982) питання Ессекібо лише помітно змінило своє місце в списку пріоритетів двох країн; Динаміка цих двосторонніх відносин у контексті холодної війни залучила до територіальної суперечки інших регіональних і міжнародних гравців, таких як Куба, Бразилія, країни Карибського басейну та Сполучені Штати. З 1970 по 1974 рік і під час першого уряду Рафаеля Кальдери (1969—1974), представника Християнсько-соціальної партії КОПЕІ, двосторонні відносини між Венесуелою та Гаяною охолоджувалися, але обміни ніколи не припинялися.
Під час першого уряду Карлоса Андреса Переса (1974—1979 рр.) від партії АД вибух кубинського авіалайнера, який вилетів з Гаяни, здійснений 6 жовтня 1976 року особами з венесуельськими паспортами, спровокував звинувачення з боку Гаяни на адресу США. Завдяки швидкій реакції Венесуели венесуельсько-гаянські двосторонні відносини мало постраждали, оскільки підозрювані були заарештовані та їм було пред'явлено звинувачення в рамках військового кримінального процесу. За часів правління Переса уряд Венесуели надав Кооперативній Республіці Гаяна кредитну лінію на суму 6 мільйонів доларів США через свої фонди в Міжамериканському банку розвитку (МБР) для закупівлі товарів і послуг для лісового проекту у Верхній Демерарі.
З Гаяною було підписано лише 2 багатосторонні угоди: у 1976 році Договір про Латиноамериканську енергетичну організацію (OLADE), Договір про співпрацю в Амазонії в 1978 році, Протокол про закінчення терміну дії Протоколу Порт-оф-Спейн і два офіційних візиту з 1975 року (канцлер) і 1978 (президент). За період 1977—1981 років Гаяна отримала від Венесуели фінансової співпраці на загальну суму 26 мільйонів доларів.
Лише у 1980 році, за часів уряду Луїса Еррера Кампіна (1979—1984) від соціал-християнської партії КОПЕІ, Венесуела почала висловлювати свої заперечення проти багатостороннього фінансування, яке шукала Гаяна для будівництва греблі гідроелектростанції Альто Мазаруні на території Ессекібо.

## Реакція Гаяни на небажання Венесуели продовжувати символічний документ Протоколу Порт-оф-Спейн
У п'ятницю, 18 червня 1982 року, у день, коли термін дії «Протоколу Порт-оф-Спейн» мав формально закінчитися, міністр закордонних справ Хосе Альберто Самбрано Веласко виступив із символічною промовою в Національному конгресі, який відмовився затвердити його 12 років тому. Під час своєї промови канцлер повідомив про скасування Протоколу Порт-оф-Спейн і збереження Женевської угоди 1966 року; Було оголошено новий тримісячний етап переговорів відповідно до відновлення дії Женевської угоди 1966 року та заклик до національної єдності. Крім того, міністр закордонних справ Самбрано Веласко звинуватив Гаяну в недотриманні з… «У всі часи Венесуела стикалася зі спробами Гаяни ухилитися від виконання свого зобов'язання сумлінно вести переговори».

## Небажання Венесуели продовжувати символічний документ Протоколу Порт-оф-Спейн
Офіційний візит президента Гаяни Форбса Бернема до Венесуели 2 і 3 квітня 1981 року мав на меті обговорити з президентом Луїсом Еррерою Кампінсом суперечку щодо Гаяни-Ессекібо, а також включення Гаяни до схеми енергетичного співробітництва Венесуели в Карибському басейні (пакту Сан-Хосе). Відповідно до погляду Гаяни на візит, його неодноразова позиція відмови від будь-якої передачі своєї території призвела до посилення позиції Венесуели та відхилення її запиту про нафтову допомогу. Загострення Венесуели щодо територіальної суперечки було витлумачено як спроба зберегти узгодженість з її політикою щодо суперечки з Колумбією та як відображення американської підтримки, уряд якої вже висловлював, в атмосфері холодної війни, свою стурбованість щодо зближення між Гаяною та Кубою.
Офіційна відповідь Гаяни — на оголошення Венесуели про протокол Порт-оф-Спейн і відмову від будівництва гідроелектростанції Верхні Мазаруні — полягала в звинуваченнях Венесуели в «переслідуванні експансіоністських амбіцій проти слаборозвиненої країни». З іншого боку, опозиція Гаяни, Альянс трудящих людей (WPA), вважала, що офіційний візит президента Бернема до Венесуели був погано організований і мав на меті лише відвернути увагу країни від її політичних та економічних справ, а також виправдати збільшення державні витрати на сили безпеки. Після того, як у 1982 році було оголошено про «припинення дії» протоколу Порт-оф-Спейн, офіційна преса Гаяни висловила реакцію, протилежну фігурі президента Луїса Еррери Кампінса, а Каракас звинуватили в проведенні актів економічного тероризму з метою дестабілізації та залякування Гаяни. Уряд Гаяни проводив дипломатичні дії, спрямовані на досягнення міжнародної підтримки своєї територіальної цілісності та зміцнення двосторонніх відносин з Колумбією та Бразилією. Уряд Гаяни розпочав кампанію усередині країни, щоб спонукати населення підготуватися до венесуельської загрози.
У відповідь Венесуела офіційно виступила проти проекту Альто Мазаруні та заблокувала спроби Гаяни отримати фінансову допомогу від Світового банку. З цього моменту проблема Ессекібо знову стала публічним пріоритетом двосторонніх відносин, які тепер характеризуються обміном перешкодами та взаємними звинуваченнями: Венесуела заблокувала приєднання Гаяни до Угоди про енергетичну співпрацю для Центральної Америки та Карибського басейну — Пакт Сан-Хосе — тоді як Гаяна наклала вето на вступ Венесуели до Руху неприєднання.

## Протокол Порт-оф-Спейн в історіографії Венесуели
У венесуельській історіографії протокол Порт-оф-Спейн отримав численні тлумачення щодо його походження, політичної зручності, законності та свідчень президента Рафаеля Кальдери. Питання законодавчого несхвалення, його правові наслідки та недотримання Венесуелою Женевської угоди 1966 року погано розглядається або спотворюється в ідеї 12-річного «заморожування» позову.
Незважаючи на чіткі заперечення проти законодавчого схвалення проекту «Протоколу Порт-оф-Спейн», сформульованого в 1970 році Луїсом Бельтраном Прієто Фігероа, згідно з історичним оглядом заперечення його сином, опублікований у 1997 році та під час другого уряду Рафаеля Кальдери, ця міжнародна угода набула чинності в день її підписання.
У 2015 році під час правління канцлера Дельсі Родрігеса інше тлумачення було представлено в офіційній публікації Міністерства народної влади у закордонних справах під назвою «Гаяна-Ессекібо, історія позбавлення права власності». Без історичного документального підтвердження було зазначено, що в 1970 р…. «Тиск США на президента Рафаеля Кальдеру з метою повалення його президентства… Міністр закордонних справ Арістідес Кальвані підписав те, що називалося і застосовувалося в той час, Протокол Порт-оф-Спейн, підписаний у Тринідаді і Тобаго 18 червня 1970 року, через 4 роки після Женевської угоди». Крім того, ігноруючи законодавче несхвалення Протоколу Порт-оф-Спейн, було заявлено, що «…він заморозив застосування Женевської угоди на дванадцять років».

## Протокол Порт-оф-Спейн у суперечці між Гаяною та Венесуелою перед Міжнародним судом
Незважаючи на юридичну крихкість «Протоколу Порт-оф-Спейн» — через його дійсність лише для Гаяни — у рішенні Міжнародного суду від 18 грудня 2020 р., яким визнано компетентним слухати територіальний спір між Венесуелою та Гаяною щодо дійсності арбітражного рішення від 3 жовтня 1899 року, один із чотирьох суддів, які висловили свою окрему думку, Кіріл Геворгян, посилається на нього у своїй юридичній аргументації так, ніби він є законним і дійсним міжнародним договором для трьох сторін спору.